# MAX (音楽グループ)
MAX（マックス）は、日本の4人組・女性ダンスグループ。メンバー全員が沖縄県出身。所属事務所はライジングプロダクション。所属レコードレーベルはSONIC GROOVE。2021年5月からはオンラインサロンによる公式ファンクラブ「J-MAX NEO」を開設。

## 概要
1995年に結成された沖縄アクターズスクール出身のダンス・ボーカルグループ。「MAX」というグループ名は、「Musical（音楽的な）」「Active（活動的な）」「eXperience（経験、体験）」の頭文字をとったもので、現avex社長松浦勝人のニックネーム“マックス松浦”に由来する。なお、グループ名の候補は他に「THE BOON（ザ・ブーン）」、「レディーマドンナ」、「ハーレムクイン」があったという。
メンバー全員沖縄県及び沖縄アクターズスクール出身。"安室奈美恵 with SUPER MONKEY'S"からの派生ユニットとして、安室を除く4人で結成。

## 現メンバー
NANA以外はすべて沖縄県那覇市出身。
- NANA（ナナ、1976年3月25日（49歳）- ）本名（旧姓）：澤岻奈々子（たくし ななこ） / 異名：沢詩奈々子
  - 在籍：1995年4月 - 2019年11月・2020年5月 -
  - 沖縄県島尻郡南風原町出身。身長159cm。血液型A型。MAXのリーダー。愛称はナナさん、ナナコ。
  - 2016年結婚。2019年に第1子を出産[5]。

- MINA（ミーナ、1977年12月29日（47歳）- ）本名：井上美奈子（いのうえ みなこ） / 旧姓：天久（あめく）
  - 在籍：1995年4月 - 2002年3月・2008年10月 -
  - 身長154cm。血液型A型。2002年に出産のため産休を取り、2008年に6年半ぶりに復帰。愛称はミナコ。
  - 2002年結婚。

- LINA（リナ、1977年2月26日（48歳）- ）本名：松田律子（まつだ りつこ）
  - 在籍：1995年4月 -
  - 身長159cm。血液型O型。愛称はリッちゃん。
  - 独身。

- REINA（レイナ、1978年1月6日（47歳）- ）本名（旧姓）：宮内玲奈（みやうち れいな）
  - 在籍：1995年4月 - 2011年7月・2015年10月・2017年5月 -
  - 身長157cm。血液型AB型。愛称はレイナ、レレコ。
  - 2011年結婚。

### 元メンバー
- AKI（アキ、1980年10月22日（44歳） -）本名：前田亜紀（まえだ あき）
  - 在籍：2002年7月 - 2008年8月・2015年10月
  - 身長164cm。血液型O型。愛称はアキちゃん。過去に元D&DのChika、元MISSIONの折田みゆき、石川愛理らとHipp'sとして活動していた。“シンガーソングライターを目指す”という理由で、2008年8月末に脱退。
  - 2014年結婚。

## 略歴
1995年
- 4月15日、日本テレビ系音楽バラエティ『THE夜もヒッパレ』にレギュラー出演開始。約4年間レギュラーを務めた。
- 5月10日、シングル『恋するヴェルファーレダンス 〜Saturday Night〜』でCDデビュー。
当初は「安室奈美恵 with SUPER MONKEY'S」としての活動に重点を置いていたため、MAXは1枚だけの企画物として終わる予定であった。しかしavexのMAX松浦の意向でグループは活動を継続することとなる[6]。

1996年
- 2月21日、3rdシングル『TORA TORA TORA』が発売される。同曲のスマッシュヒットにより、MAXとしてブレイクを果たす[4]。1st・2ndの各シングルが順位・売上共に良い結果を出せず、同曲を発売する前に「この曲が売れなかったら沖縄に帰す」と言われ、本人たち曰く「崖っぷち」の中でのブレイクであった[7]。
- 2月25日、「TORA TORA TORA」のキャンペーンも兼ねた全国6カ所を回る初のディスコツアーをスタート。
- 3月2日、初主演映画『麗霆゛子 レディース!!MAX』公開。（中田信一郎監督）
- 3月20日、SUPER MONKEY'Sとしての全国ツアー「mistio presents AMURO NAMIE with SUPER MONKEY'S TOUR '96」がスタート。全21公演。
- 4月7日、初めてパーソナリティーを務める『HYPER DANCE CHAT』（文化放送）がスタート。
- 7月17日、4thシングル『Seventies』が発売される。オリコンシングルチャート最高7位を記録し、初のトップ10入りとなる。
- 8月27日、SUPER MONKEY'Sとして野外ツアー「SUMMER PRESENTS '96 AMURO NAMIE with SUPER MONKEY'S」がスタート。2会場・全4公演。
9月1日に千葉マリンスタジアムで行なわれたツアー最終公演にて「安室奈美恵 with SUPER MONKEY'S」としての活動を休止[8]。
- 10月6日、日本テレビ系『アムロ今田きっとNo.1』にレギュラー出演開始。
- 12月11日、初オリジナルアルバム『MAXIMUM』が発売される。初登場1位を獲得すると共に、初のミリオンセラーを達成。
同日、アルバム発売記念も兼ねたMAXとして初の単独ライブ「MAX 1st LIVE "J-EURO GIG 1996"」を東京・六本木ヴェルファーレで行う。全1公演。

1997年
- 1月18日、河相我聞とのジョイントライブ「'97 New Year Special Live」を大阪・吹田市文化会館メイシアターで行う。全1公演。
- 2月25日、初の写真集『collection』が発売される。
- 3月15日、主演映画『Give me a Shake レディースMAX』公開（高原秀和監督）
- 3月27日、東京・赤坂署で一日婦人警官を務め、安全運転を訴える。
- 4月9日、6thシングル『Give me a Shake』が発売される。オリコンシングルチャートにて初登場1位を獲得。初のオリジナル楽曲でのシングル。
- 4月19日、泉谷しげる氏とコンビで司会を務めるフジテレビ深夜番組『daiba:ba 』（ダイババ）がスタート。（初のメイン司会）
- 4月22日、国立代々木競技場第一体育館で行われたアースデイ企画「We Love Music, We Love the Earth '97」に出演し、エターナルと共にライブを行った。
- 4月、ラジオ番組『MEGA MAX』にレギュラー出演開始。
- 7月24日、阿久悠のトリビュートアルバム『VELFARRE J-POP NIGHT presents DANCE with YOU』に参加。
- 8月17日、MAXとして初の全国ツアー「FRESH LIGHT presents "J-POP GIG TOUR 1997"」をスタート。日本武道館を含む全国10ヶ所・12公演。
- 12月25日、2ndオリジナルアルバム『MAXIMUM II』が発売される。第12回日本ゴールドディスク大賞、ベスト・ポップ・アルバム・オブ・ザ・イヤーを受賞する。
- 12月31日、『第39回日本レコード大賞』で「優秀作品賞（Give me a Shake）」を受賞する。
- 12月31日、『第48回NHK紅白歌合戦』に赤組として初出場し「Give me a Shake」を歌唱する。

1998年
- 3月22日、全国ツアー「MAX LIVE CONTACT 1998 〜max up your life〜」をスタート。全国17ヶ所・29公演。
- 7月23日、10thシングル『Ride on time』が発売される。メンバー主演のドラマ「スウィートデビル」の主題歌というタイアップが付いた。
- 10月24日、MAX初の沖縄凱旋コンサートを沖縄コンベンションセンターで行う。
- 12月2日、3rdオリジナルアルバム『MAXIMUM GROOVE』が発売される。第13回ゴールドディスク大賞、ベスト・ホップ・アルバム・オブ・ザ・イヤーを受賞する[9]。
- 12月31日、「Ride on time」が『第40回日本レコード大賞』「優秀作品賞」を受賞する[10]。
- 12月31日、『第49回NHK紅白歌合戦』に2年連続2回目の出場し「Ride on time」を歌唱する。

1999年
- 3月6日、全国ツアー「MAX LIVE CONTACT 1999〜Sunny Holiday〜」をスタート。最多の全国44ヶ所・53公演。
- 4月2日、日本テレビ系『GIRLS2』にレギュラー出演開始。
- 8月28日、千葉マリンスタジアムで3日間行われた合同ライブ「Final Summer Dream Stage」を同事務所の安室奈美恵、SPEED、DA PUMPと共に開催。
- 9月29日、初ベストアルバム『MAXIMUM COLLECTION』が発売される。第14回ゴールドディスク大賞にて、ベスト・ポップ・アルバム・オブ・ザ・イヤーを受賞する[11]。
- 11月25日、15thシングル『一緒に・・・』が発売される。
- 12月31日、『第50回NHK紅白歌合戦』に3年連続3回目の出場し「一緒に・・・」を歌唱する。

2000年
- 2月16日、16thシングル『Never gonna stop it』が発売される。初のセルフ・プロデュース作品。
- 5月1日、全国ツアー「MAX LIVE CONTACT 2000 〜No boundly〜」をスタート。全国10ヶ所・17公演。
- 5月24日、17thシングル『MAGIC』が発売される。前作に引き続き今回もセルフプロデュース。
- 12月31日、『第51回NHK紅白歌合戦』に4年連続4回目の出場し「バラ色の日々」を歌唱する。

2001年
- 7月7日、全国ツアー「MAX LIVE CONTACT 2001 〜Bitter 4 Sweet〜」をスタート。全国17ヶ所・23公演。
- 10月3日、初のファンクラブ限定ツアー「MAX OFFICIAL FAN CLUB PARTY'S ON」をスタート。3会場3公演。
- 11月4日、ファミリーマート協賛のツアー「FamilyMart Super Fun! Tour」を同事務所の知念里奈、w-inds.、八反安未果、Folder5、AI-SACHIと共に開催。全国4ヶ所・4公演。
- 12月31日、『第52回NHK紅白歌合戦』に5年連続5回目の出場し「Feel so right」を歌唱する。

2002年
- 1月、MINAの妊娠が明らかとなり、3月末で表向きは産休と発表されたが、脱退という形になってしまう。
- 2月20日、23rdシングル『Spring rain』が発売される。Minaにとっては妊娠中のレコーディングとなり、またこのシングルをもって長期休業に入った。
- 3月20日、2ndベストアルバム『PRECIOUS COLLECTION 1995-2002』が発売される。
デビューシングル『恋するヴェルファーレダンス 〜Saturday Night〜』からこの時点での最新シングル『Spring rain』まで全23曲を収録。また、全23曲のミュージッククリップを収録したDVD「PRECIOUS CHIP COLLECTION 1995-2002」が同時発売された。
- 7月、AKIが加入。
- 10月18日、初の学園祭ツアー「MAX SCHOOL FESTIVAL 2002」をスタート。全国6ヶ所・6公演。

2004年
- 1月3日〜4日にかけ、初のディナーショー「MAX NEW YEAR LIVE 2004」を赤坂プリンスホテルクリスタルパレスで行う。1会場・全2公演。

2005年
- 7月6日、28thシングル『ニライカナイ』が発売される。avex traxからSONIC GROOVEに移籍する。

2008年
- 8月12日、AKIがソロ転向するため、8月末で脱退することが発表された。
- 10月28日、MINAが約6年半振りにMAXに復帰することが発表された。

2009年
- 1月31日、約8年半ぶりの全国ツアー「MAX PRESENTS LIVE CONTACT 2009 〜NEW EDITION〜」をスタート。全国6ヶ所・7公演。
- 7月22日、31stシングル『ラフカット ダイアモンド』が発売される。オリジナルメンバーとしては約7年半ぶりのシングル。

2010年
- 1月24日/2月27日/4月10日、単独ライブ「MAX MONTHLY LIVE ☆VIP☆」を赤坂サカスで開催。1会場・全3公演。
- 9月5日、単独ライブ「MAX SPECIAL LIVE "BE MAX"」を赤坂サカスで1公演。
- 9月8日、初カバーアルバム『BE MAX』が発売される。
- 12月22日、単独ライブ「BE MAX SPECIAL LIVE 2010 ★The Premium Night★」を赤坂サカスで行う。全1公演。

2011年
- 5月16日、REINAの入籍・妊娠が明らかとなり、7月末で活動休止することが発表された。

2012年
- 4月8日、NHK BSプレミアム『晴れ、ときどきファーム!』にレギュラー出演開始。

2013年
- 8月7日、33rdシングル『Tacata'』が発売される。3人体制でのリリースはMAXで初めてとなる。
- 10月12日、全国ツアー「MAX PRESENTS LIVE CONTACT 2013 Tacata' Magic」をスタート。全国3ヶ所・6公演。
- 12月7日、「Tacata'」が『Tokyo SuperStar Awards 2013』「カルチャー賞」を受賞する[12]。

2014年
- 3月18日、配信限定コラボレーションシングル『バラユメ collaboration with MAX』が配信される。
デビュー20周年を迎えるhitomiとのコラボレーション楽曲。「CANDY GIRL」のアンサーソングで、アラフォー女性の心境を歌った楽曲[13]。鈴木おさむ氏プロデュースで同世代のMAXとセクシーガールズバンドを結成したスペシャルコラボレーション楽曲となっている。

2015年
- 1月14日、配信シングル『Heartbreaker』が配信される。
MAXとしては初の配信限定シングルとなる。また、公式の振り付けを一般人から応募しMAXメンバー自身が厳選し、最優秀賞に選ばれた方の振り付けは、ライブなどでの公式の振り付けとして採用させる企画をした。
- 5月10日、結成20周年記念イベント「MAX presents 〜Happy 20th Birthday Girl〜」をデビュー日に合わせて開催[14]。
- 10月10日、結成20周年記念イベント「MAX 20th LIVE CONTACT 2015 BACK TO THE MAX FUTURE」を舞浜アンフィシアターで公演。
1日限りでREINAとAKIも参加した。初の5人体制MAXとして1日限りのスペシャルライブとなり[4][15]、この日は約3時間にわたって全シングルのリード曲35曲を含めた過去最多曲数の42曲を披露。「#SELFIE 〜ONNA Now〜」では同グループと親交のある椿鬼奴、光浦靖子、古坂大魔王、えんどぅ、アジャコング、「Naver gonna stop it」ではDA PUMPのKIMI、U-YEAH、YORIとコラボステージを繰り広げた。この場で、全シングルと新曲、配信限定シングル、3人体制での全カップリングを収録したベストアルバム『MAXIMUM PERFECT BEST』が12月23日に発売されることが発表された。
- 12月23日、3rdベストアルバム『MAXIMUM PERFECT BEST』が発売される。
デビューシングル『恋するヴェルファーレダンス 〜Saturday Night〜』から3人体制シングルで発売された35thシングル『#SELFIE 〜ONNA Now〜』までの全35枚のシングルと新曲2曲、配信限定シングル『Heartbreaker』、3人体制で発売した全シングルのカップリング曲、ボーナストラック3曲を収録した3枚組で全45曲を収められた20周年記念ベストアルバム。DVD・Blu-rayには全シングルのミュージックビデオ+新曲1曲の合計36曲分が収録されている。

2016年
- 5月8日、NANAが、ダンサー振付師のCHINOと入籍が明らかとなる。妊娠はしておらず産休という形はなく今後もグループ活動をしていく[16]。

2017年
- 5月6日/5月14日、長らく育児のため活動休止していたREINAが復帰、6年半ぶりのオリジナルメンバー4人でのライブ「MAX LIVE CONTACT 2017 〜Foxy Lady〜」を東京・品川ステラボール、大阪・味園ユニバースで開催。2会場・全4公演。

2018年
- 4月14日、NANAとLINAによる初の2人ステージ「LIVE 2 MAX THE BEGINNING 2018 〜Queen Bee〜」を渋谷・WOMBで開催。1会場・全2公演。

2019年
- 6月26日、36thシングル『パルテノン』が発売される。オリジナルメンバーとしては約8年ぶりのシングル。
- 11月、NANAの入籍・妊娠が明らかとなり、11月末で活動休止することが発表された。

2020年
- 5月12日、長らく育児のため活動休止していたNANAが復帰。メンバーの中では1年未満になる短期間復帰となった。
- 7月15日、MAXオフィシャルYouTubeチャンネル開設。
- 10月24日、MAXとしては初めてのオンラインライブ「MAX ONLINE LIVE "MAX THE BOMB"」を開催。全1公演。
- 12月9日、「一緒に・・・」を新録音源として再レコーディングをした「一緒に… (Happiness 2020)」が配信シングルとして配信される[17]。

2021年
- 4月13日、MAXオフィシャルYouTubeサブチャンネル開設。
- 4月24日、よりファンの皆様と一緒にMAXの活動を色々と作り上げていく為、MAXの公式オンラインサロンファンクラブ「J-MAX NEO」を設立。
- 7月4日、2回目のオンラインライブ「MAX ONLINE LIVE "Summer Blast 2021"」を開催。全1公演。
- 12月31日、日本武道館で開催の『ももいろ歌合戦』（BS日テレ・ニッポン放送・ABEMAほかが生中継）へ初出場[18]。

2022年
- 10月15日に3年ぶりとなる有観客ライブ『MAX LIVE CONTACT 2022～Fantastic Journey～』を品川インターシティホールにて開催[19]。

2023年
- 11月19日に放送された『週刊さんまとマツコ』（TBS）に元メンバーのAKIが約15年振りにテレビ出演し、初めて5人での共演となった。

2024年
- 11月13日、「Do Shot」（2021年7月発売[20]）以来、3年ぶりとなるCDシングル「BOOM BOOM BOMB-BA-YEA」を発売[21]。

## MINAの脱退 〜 復帰
ヒット曲を連発し、第一線で活躍していたMAXであったが、2000年以降はCDの売り上げも下降線を辿りつつあった。その後2001年の12月24日にMinaを除く3人が所属事務所に呼ばれ、事務所スタッフと共にいたMinaから妊娠の事実を伝えられる。この時にMinaは妊娠3ヶ月であった。
この事実に対し、ほとんどの曲でリードヴォーカルを取っているMinaが脱退することは今後のMAXの状況では考えられる事態ではなく、「ここが踏ん張り所である」として頑張っていたメンバーの気持ちと、また今まで家族同然に過ごしてきたメンバーが、何より一番先に相談されたのがメンバーでなくスタッフであったことに対する「裏切られた」という怒りで、妊娠を喜ぶどころか、別の人生を選択しようとしているMinaを責めてしまう事態となった。その後一緒に仕事をしていても3対1の状態となり、スタッフもメンバーに近づきにくい状況となってしまった。2002年に入っても今後の活動が白紙のまま、同年1月30日付のスポーツ新聞に妊娠の事実がスクープされてしまい、その日の夜に緊急記者会見を開いた。
その場では結婚、妊娠を報告するMinaに対し、残りのメンバー3人は実際は祝う気持ちなど全くなく、「何故私達3人も一緒に記者会見に出席しなければならないのか?」という気持ちを抱えたまま出席し、作り笑顔と社交辞令の言葉でその場を乗り切った。また復帰の時期について聞かれたMinaも「まだ決めていない」と言いつつも、MAXに残る気持ちは全くなかった。2002年3月22日の『ミュージックステーション』の生放送を最後にMinaはMAXを去った。
3人となったMAXに、2002年7月新メンバーとなるAkiを紹介され加入を快諾、ライブで新メンバーとなるAkiを観客に紹介したが、一部の観客はこれに納得せず、メンバーがステージから退場する際に「美奈子」コールが起こる事態となった。更にライブに参加しなかった多くのファンにも反感を買う事態となってしまった。その後シングルの売上も2000枚まで落ち込む事態となり、「MinaがいないMAXを認めない」多くのファンがいる中の活動は非常に厳しいものとなった。その中で「辞めていった美奈子を見返してやりたい」という気持ちだけが唯一の支えとして、そんな厳しい状況でもなんとか活動を続けていた。
脱退後、Minaは地元沖縄に戻り専業主婦として生活をしていたが、脱退から5年後の2007年、「沖縄での芸能活動を行いたい」という気持ちを手紙にし、メンバー3人の両親に送った。この手紙に対しメンバー3人は「何故自分たちに手紙を送らないのか?」という気持ちであったが、Minaの抱えていた罪悪感はあまりにも大きくメンバーに自分の意志を伝えられる状況ではなかった。その後2007年1月にダンス講師として、沖縄のローカルテレビ番組に出演した。
その手紙を貰った後にMAXの沖縄でのライブが決定し、そのライブで沖縄に行く際に3人はMinaに連絡を取り、4人で会うこととなった。しかし5年の歳月はあまりにも長く、3人のメンバーでもわだかまりが完全に解けたわけではなかった。
1年後、2008年8月にAkiがMAXからソロ活動のため脱退することとなり、そこで3人はMinaにMAXに戻ってきてもらうことを決断、Minaに打診をした。Minaは家族に相談し了承を得、2008年10月にMAXに戻ることとなった。なお、LinaはMinaが戻ってくることは最後まで反対していたが、Mina復帰後最初のテレビ出演となったフジテレビ『情報プレゼンター とくダネ!』内のコーナーである「朝のヒットスタジオ」に出演した際に、「求めていたのは、この空気感だった」とわかり、Minaの復帰を了承した。

## ディスコグラフィ

### シングル
| 枚数     | 発売日         | タイトル                                      | 順位     | 販売形態       | 規格品番                         | 収録アルバム                    |
| シングル | シングル       | シングル                                      | シングル | シングル       | シングル                         | シングル                        |
| -------- | -------------- | --------------------------------------------- | -------- | -------------- | -------------------------------- | ------------------------------- |
| 1        | 1995年5月10日  | 恋するヴェルファーレダンス 〜Saturday Night〜 | 91位     | 8cmCD          | AVDD-20089                       | MAXIMUM                         |
| 2        | 1995年8月21日  | Kiss me Kiss me, Baby                         | 63位     | 8cmCD          | AVDD-20098                       | MAXIMUM                         |
| 3        | 1996年2月21日  | TORA TORA TORA                                | 19位     | 8cmCD          | AVDD-20115                       | MAXIMUM                         |
| 4        | 1996年7月17日  | Seventies                                     | 7位      | 8cmCD          | AVDD-20129                       | MAXIMUM                         |
| 5        | 1996年10月9日  | GET MY LOVE!                                  | 4位      | 8cmCD          | AVDD-20146                       | MAXIMUM                         |
| 6        | 1997年4月9日   | Give me a Shake                               | 1位      | 8cmCD          | AVDD-20178                       | MAXIMUM II                      |
| 7        | 1997年7月30日  | Love is Dreaming                              | 4位      | 8cmCD          | AVDD-20189                       | MAXIMUM II                      |
| 8        | 1997年10月29日 | Shinin' on - Shinin' love                     | 4位      | 8cmCD          | AVDD-20199                       | MAXIMUM II                      |
| 9        | 1998年4月22日  | 閃光-ひかり-のVEIL                            | 5位      | 8cmCD          | AVDD-20231                       | MAXIMUM GROOVE                  |
| 10       | 1998年7月22日  | Ride on time                                  | 4位      | 8cmCD          | AVDD-20252                       | MAXIMUM GROOVE                  |
| 11       | 1998年9月9日   | Grace of my heart                             | 2位      | 8cmCD          | AVDD-20269                       | MAXIMUM GROOVE                  |
| 12       | 1999年3月3日   | Love impact                                   | 8位      | 8cmCD          | AVDD-20299                       | MAXIMUM COLLECTION              |
| 13       | 1999年5月26日  | あの夏へと                                    | 7位      | 8cmCD          | AVDD-20321                       | MAXIMUM COLLECTION              |
| 14       | 1999年8月25日  | 銀河の誓い                                    | 5位      | 8cmCD          | AVDD-20328                       | MAXIMUM COLLECTION              |
| 15       | 1999年11月24日 | 一緒に・・・                                  | 8位      | CD             | AVCD-30072                       | EMOTIONAL HISTORY               |
| 16       | 2000年2月16日  | Never gonna stop it                           | 9位      | CD             | AVCD-30076                       | EMOTIONAL HISTORY               |
| 17       | 2000年5月24日  | MAGIC                                         | 10位     | CD             | AVCD-30098                       | EMOTIONAL HISTORY               |
| 18       | 2000年9月6日   | バラ色の日々                                  | 11位     | CD             | AVCD-30114                       | EMOTIONAL HISTORY               |
| 19       | 2001年2月15日  | always love                                   | 12位     | CD             | AVCD-30205                       | EMOTIONAL HISTORY               |
| 20       | 2001年5月16日  | Perfect Love                                  | 10位     | CD             | AVCD-30229                       | PRECIOUS COLLECTION 1995-2002   |
| 21       | 2001年9月27日  | moonlight                                     | 13位     | CD             | AVCD-30260                       | PRECIOUS COLLECTION 1995-2002   |
| 22       | 2001年12月5日  | Feel so right                                 | 17位     | CD             | AVCD-30296                       | PRECIOUS COLLECTION 1995-2002   |
| 23       | 2002年2月20日  | Spring rain                                   | 28位     | CD             | AVCD-30312                       | PRECIOUS COLLECTION 1995-2002   |
| 24       | 2002年11月20日 | eternal white                                 | 20位     | CD             | AVCD-30383                       | Jewel of Jewels                 |
| 25       | 2003年3月12日  | Festa                                         | 32位     | CD             | AVCD-30431                       | Jewel of Jewels                 |
| 26       | 2003年8月6日   | LOVE SCREW                                    | 39位     | CD             | AVCD-30500                       | Jewel of Jewels                 |
| 27       | 2004年6月30日  | Be With You                                   | 34位     | CD             | AVCD-30596                       | Jewel of Jewels                 |
| 28       | 2005年7月6日   | ニライカナイ                                  | 38位     | CD             | AVCD-16070                       | Jewel of Jewels                 |
| 29       | 2005年11月30日 | あなたを想うほど                              | 53位     | CD             | AVCD-16075                       | Jewel of Jewels                 |
| 30       | 2006年8月2日   | SPLASH GOLD -夏の奇蹟-/Prism of Eyes          | 60位     | CD+DVD CD      | AVCD-16106 AVCD-16107            | MAXIMUM PERFECT BEST            |
| 31       | 2009年7月22日  | ラフカット ダイアモンド                       | 28位     | CD+DVD CD      | AVCD-16182 AVCD-16183            | MAXIMUM PERFECT BEST            |
| 32       | 2010年5月12日  | CAT'S EYE                                     | 27位     | CD+DVD CD      | AVCD-16200 AVCD-16201            | BE MAX                          |
| 33       | 2013年8月7日   | Tacata'                                       | 32位     | CD+DVD CD      | AVCD-16337 AVCD-16338 AVCD-16339 | MAXIMUM PERFECT BEST            |
| 34       | 2014年9月10日  | 情熱のZUMBA                                   | 41位     | CD+DVD CD      | AVCD-16483 AVCD-16484            | MAXIMUM PERFECT BEST            |
| 35       | 2015年7月22日  | #SELFIE 〜ONNA Now〜                          | 40位     | CD+DVD CD      | AVCD-16504 AVCD-16505            | MAXIMUM PERFECT BEST            |
| 36       | 2019年6月26日  | パルテノン                                    | 39位     | CD+DVD CD      | AVCD-16931/B AVCD-16932          | NEW EDITION II 〜MAXIMUM HITS〜 |
| 37       | 2021年7月28日  | Do Shot                                       | 25位     | CD+DVD CD      | AVCD-98072 AVCD-98073            |                                 |
| 38       | 2024年11月13日 | BOOM BOOM BOMB-BA-YEA                         | 27位     | CD+2Blu-ray CD | AVCD-98174/B〜C AVCD-98175       |                                 |

### アルバム
| 枚数                 | 発売日               | タイトル                               | 順位                 | 販売形態                | 規格品番                                |
| オリジナル・アルバム | オリジナル・アルバム | オリジナル・アルバム                   | オリジナル・アルバム | オリジナル・アルバム    | オリジナル・アルバム                    |
| -------------------- | -------------------- | -------------------------------------- | -------------------- | ----------------------- | --------------------------------------- |
| 1                    | 1996年12月11日       | MAXIMUM                                | 1位                  | CD                      | AVCD-11512                              |
| 2                    | 1997年12月25日       | MAXIMUM II                             | 2位                  | CD                      | AVCD-11614                              |
| 3                    | 1998年12月2日        | MAXIMUM GROOVE                         | 1位                  | CD                      | AVCD-11686                              |
| 4                    | 2001年3月14日        | EMOTIONAL HISTORY                      | 8位                  | CD                      | AVCD-11919                              |
| 5                    | 2006年2月22日        | Jewel of Jewels                        | 53位                 | CD+DVD CD               | AVCD-16085 AVCD-16086                   |
| ベスト・アルバム     |                      |                                        |                      |                         |                                         |
| 1                    | 1999年9月29日        | MAXIMUM COLLECTION                     | 1位                  | 2CD                     | AVCD-11752                              |
| 2                    | 2002年3月20日        | PRECIOUS COLLECTION 1995-2002          | 10位                 | 2CD                     | AVCD-17111                              |
| 3                    | 2015年12月23日       | MAXIMUM PERFECT BEST                   | 18位                 | 3CD+DVD 3CD+Blu-ray 3CD | AVCD-16581/3 AVCD-16584/6 AVCD-16587/9  |
| リミックス・アルバム |                      |                                        |                      |                         |                                         |
| 1                    | 2000年6月28日        | SUPER EUROBEAT presents HYPER EURO MAX | 5位                  | CD                      | AVCD-11829                              |
| 2                    | 2002年8月21日        | MAXIMUM TRANCE                         | 29位                 | CD                      | AVCD-17123                              |
| 3                    | 2008年12月10日       | NEW EDITION 〜MAXIMUM HITS〜           | 30位                 | CD+DVD CD               | AVCD-16164 AVCD-16165                   |
| 4                    | 2019年7月31日        | NEW EDITION II 〜MAXIMUM HITS〜        | 20位                 | CD+2DVD CD+Blu-ray CD   | AVCD-16933/B〜C AVCD-16934/B AVCD-16935 |
| カバー・アルバム     |                      |                                        |                      |                         |                                         |
| 1                    | 2010年9月8日         | BE MAX                                 | 19位                 | CD+DVD CD               | AVCD-16207 AVCD-16208                   |

### 映像作品
| 枚数    | 発売日         | タイトル                                                                           | タイトル                                                                           | 順位 | 販売形態     | 規格品番        |
| ------- | -------------- | ---------------------------------------------------------------------------------- | ---------------------------------------------------------------------------------- | ---- | ------------ | --------------- |
| 1       | 1997年10月8日  | J-POP GIG TOUR 1997                                                                | J-POP GIG TOUR 1997                                                                | 2位  | VHS          | AVVD-90034      |
| 1       | 2000年9月27日  | J-POP GIG TOUR 1997                                                                | J-POP GIG TOUR 1997                                                                |      | DVD          | AVBD-91026      |
| 2       | 1998年2月25日  | MAXIMUM CLIPS                                                                      | MAXIMUM CLIPS                                                                      | 1位  | VHS          | AVVD-90038      |
| 2       | 2000年9月27日  | MAXIMUM CLIPS                                                                      | MAXIMUM CLIPS                                                                      | 47位 | DVD          | AVBD-91027      |
| 3       | 1999年11月10日 | MAX LIVE CONTACT 1999 "Sunny Holiday"                                              | MAX LIVE CONTACT 1999 "Sunny Holiday"                                              | 3位  | VHS          | AVVD-90061      |
| 3       | 2000年9月27日  | MAX LIVE CONTACT 1999 "Sunny Holiday"                                              | MAX LIVE CONTACT 1999 "Sunny Holiday"                                              | 48位 | DVD          | AVBD-91028      |
| 4       | 2000年3月29日  | MAXIMUM CLIPS II                                                                   | MAXIMUM CLIPS II                                                                   | 7位  | VHS          | AVVD-90070      |
| 5       | 2000年9月27日  | MAX LIVE CONTACT 2000 〜No boundly〜                                               | 13位                                                                               | 13位 | VHS          | AVVD-90081      |
| 5       | 2000年9月27日  | MAX LIVE CONTACT 2000 〜No boundly〜                                               | 13位                                                                               | 13位 | DVD          | AVBD-91022      |
| 6       | 2001年10月24日 | MAX LIVE CONTACT 2001 Bitter 4 Sweet                                               | 26位                                                                               | 26位 | VHS          | AVVD-90118      |
| 6       | 2001年10月24日 | MAX LIVE CONTACT 2001 Bitter 4 Sweet                                               | 26位                                                                               | 26位 | DVD          | AVBD-91063      |
| 7       | 2002年3月20日  | PRECIOUS CLIP COLLECTION 1995-2002                                                 | 14位                                                                               | 14位 | VHS          | AVVD-90145      |
| 7       | 2002年3月20日  | PRECIOUS CLIP COLLECTION 1995-2002                                                 | 14位                                                                               | 14位 | DVD          | AVBD-91102      |
| 8       | 2002年12月11日 | BEST CLIPS                                                                         | BEST CLIPS                                                                         | 20位 | DVD          | AVBD-91131      |
| 9       | 2009年8月5日   | MAX PRESENTS LIVE CONTACT 2009 "NEW EDITION"                                       | MAX PRESENTS LIVE CONTACT 2009 "NEW EDITION"                                       | 31位 | DVD          | AVBD-16189      |
| 10      | 2016年1月27日  | MAX 20th LIVE CONTACT 2015 BACK TO THE MAX FUTURE                                  | MAX 20th LIVE CONTACT 2015 BACK TO THE MAX FUTURE                                  | 38位 | 2DVD         | AVBD-16594/5    |
| 10      | 2016年1月27日  | MAX 20th LIVE CONTACT 2015 BACK TO THE MAX FUTURE                                  | MAX 20th LIVE CONTACT 2015 BACK TO THE MAX FUTURE                                  | 38位 | Blu-ray      | AVXD-16596      |
|         | 2019年7月31日  | MAX LIVE CONTACT 2019 ～HIT THE SPOT～                                             | MAX LIVE CONTACT 2019 ～HIT THE SPOT～                                             | 20位 | 2DVD         | AVCD-16933/B〜C |
| Blu-ray | 2019年7月31日  | MAX LIVE CONTACT 2019 ～HIT THE SPOT～                                             | MAX LIVE CONTACT 2019 ～HIT THE SPOT～                                             | 20位 | AVCD-16934/B |                 |
|         | 2021年7月28日  | ・a-nation 2019 ・Final Summer Dream Stage in 千葉マリンスタジアム                 | ・a-nation 2019 ・Final Summer Dream Stage in 千葉マリンスタジアム                 | 25位 | DVD          | AVCD-98072      |
|         | 2024年11月13日 | ・MAX LIVE CONTACT 2022 ～Fantastic Journey～ ・MAX LIVE CONTACT 2023 ～FANTASIA～ | ・MAX LIVE CONTACT 2022 ～Fantastic Journey～ ・MAX LIVE CONTACT 2023 ～FANTASIA～ |      | 2Blu-ray     | AVCD-98174/B~C  |

### 配信限定
- Give me a Shake @ 大阪オートメッセ2006
- Perfect Love @ 大阪オートメッセ2006
- ニライカナイ @ 大阪オートメッセ2006
- MELTY LOVE @ 大阪オートメッセ2006
- Ride on time @ 大阪オートメッセ2006
- TORA TORA TORA @ 大阪オートメッセ2006（以上6タイトルは2006年の大阪オートメッセでのライブ音源。現在は配信終了。）
- a special day（のちに『SPRING HARMONY 〜VISION FACTORY presents〜』に収録される形でCD化。）
- Happy Birthday to You（MAX & Vanilla Mood名義 / 事務所の後輩であるVanilla Moodとのコラボレーション曲。日本ユニセフ協会が企画した「Happy Birthday Download for Children」プロジェクトへの提供楽曲で、メロディーと歌をMAXが、ビートとハーモニーの作成をVanilla Moodが担当した。）
- バラユメ collaboration with MAX（2014年3月18日 / hitomiとのコラボレーション曲。）
- Heartbreaker（2015年1月14日 / のちに3rdベストアルバム『MAXIMUM PERFECT BEST』に収録される形でCD化。）
- 一緒に… (Happiness 2020)（2020年12月5日 / 1999年に発売された15thシングル『一緒に…』のリアレンジ新録バージョン。のちに37thシングル『Do Shot』に収録される形でCD化。）
- 寅 寅 寅（2022年1月1日 / 1996年に発売された3rdシングル『TORA TORA TORA』と過去に音源化された5曲のリミックスを収録した配信限定ミニアルバム。）
- MAXが止まらない。Digital NONSTOP vol.1（2022年11月2日 / MAXの楽曲をノンストップ・ミックスで収録した配信限定アルバム。）
- MAXが止まらない。Digital NONSTOP vol.2（2022年11月2日 / MAXの楽曲をノンストップ・ミックスで収録した配信限定アルバム。）

### コンピレーションアルバム / トリビュートアルバム
- We Love Saturday Night!!（1995年8月21日発売 /「DI DI LA LA LA 〜仕事が恋の邪魔をする〜」収録）
- VELFARRE J-POP NIGHT presents DANCE with YOU（1997年7月24日発売 /「S・O・S」「UFO」「どうにもとまらない」「狂わせたいの」「青春時代」収録）
- SUPER EUROBEAT VOL.100（1999年8月4日発売 /「閃光-ひかり-のVEIL (EXTENDED JOYFUL MIX)」「Love impact (EUROBEAT REMIX)」「Ride on time (MELODIC REMIX)」収録）
- SUPER EUROBEAT VOL.102（2000年1月26日発売 /「銀河の誓い (Eurobeat Mix)」収録）
- J-EURO BEST（2001年1月11日発売 /「銀河の誓い (Eurobeat Mix)」「Give me a Shake (Euro-Power Mix)」収録）
- SUPER EUROBEAT VOL.114（2001年1月24日発売 /「Never gonna stop it (Eurobeat Mix)」収録）
- SUPER EUROBEAT VOL.118（2001年5月23日発売 /「MAGIC (Eurobeat Mix)」収録）
- SUPER EURO GROOVE J-EURO SPECIAL SELLECTION（2005年3月30日発売 /「TORA TORA TORA」「あの夏へと (TIME GO GO REMIX)」「銀河の誓い (Eurosenti Mix)」収録）
- 魔弾戦記リュウケンドー・ヴォーカル・ベスト・アルバム（2006年12月6日発売 /「Prism of Eyes」収録）
- ガールズ・バラード・ベスト 〜ティア ドロップス〜（2007年3月7日発売 /「一緒に…」収録）
- Regain（2007年7月11日発売 /「GET MY LOVE!」収録）
- 1st 〜Debut single collection〜（2007年9月5日発売 /「恋するヴェルファーレダンス 〜Saturday Night〜」収録）
- CHRISTMAS HARMONY 〜VISION FACTORY presents〜（2007年11月21日発売 /「No.1 〜Your Lady〜」収録）
- SPRING HARMONY 〜VISION FACTORY presents〜（2008年2月13日発売 /「a special day」収録）
- I 30 〜MY MELODY〜（2008年3月26日発売 /「Give me a Shake」収録）
- VISION FACTORY COMPILATION 〜阿久悠、作家生活40周年記念〜（2008年12月3日発売 /「マンデー・モナリザ・クラブ」収録）
- カラアゲ!!（2009年2月25日発売 /「一緒に…」収録）
- ロマンティック・クリスマス（2009年11月11日発売 /「一緒に…」収録）
- CDTV NO.1 HITS アゲウタ（2009年12月23日発売 /「Give me a Shake」収録）
- 胸キュン90's 〜ひとりで聴きたい恋の唄〜（2010年3月17日発売 /「一緒に…」収録）
- SUPER EUROBEAT VOL.204（2010年6月2日発売 /「TORA TORA TORA (2010 YEAR OF THE TIGER REMIX)」収録）
- avex archives COMPLETE BEST MAX（2010年12月4日）
- BEGIN 20th ANNIVERSARY SPECIAL TRIBUTE ALBUM（2011年3月2日発売 /「愛が走る」収録）
- 胸キュン90's 〜あの頃、わたしの恋の唄〜（2011年4月20日発売 /「Give me a Shake」「Ride on time」収録）
- J-POPハリケーン 〜MAXだけ60分本気MIX〜 / MIX-J（2011年4月20日）
- J-POPハリケーン 〜MAXだけ20分本気MIX〜（Continuous Mix）/ MIX-J（2011年4月27日 / iTunes Store 配信限定）
- オリオンビール55周年記念 オリオンビールCMソング大全集 （2012年8月22日発売 /「ニライカナイ」収録）
- MILLION 〜BEST OF 90's J-POP〜 RED （2012年10月17日発売 /「Give me a Shake」収録）
- パーティーのうた（2012年10月31日発売 /「Ride on time」収録）
- パーフェクト･クリスマス（2012年11月7日発売 /「一緒に…」収録）
- MAX ALL SINGLES NON STOP MIX（Continuous Mix）/ MIX-J（2016年1月27日 / iTunes Store 配信限定 / レコチョク 配信限定）
- 阿久悠トリビュート・スペシャルソングス〜朝日のように〜（2017年11月25日発売 /「マンデー・モナリザ・クラブ」「S・O・S」「狂わせたいの」「どうにもとまらない」「UFO」「青春時代」収録）
- Heartbeat（2019年12月25日発売 /「TORA TORA TORA (2019 MIX)」「Tacata' (2019 MIX)」「Give me a Shake (2019 MIX)」収録 ※ノンストップミックス・コンピレーション[23]）
- Heartbeat ～一緒に感じたい幸せの鼓動～（2020年11月4日発売 /「一緒に…」「あなたを想うほど」収録 ※ノンストップミックス・コンピレーション[24]）
- Girls Pop Parade ～Happy Mix～（2022年3月30日発売 / 「Ride on time」を収録。J-POPの女性ボーカル曲を集めたノンストップミックスCD）
- 沖縄アクターズスクール大復活祭 ～本土復帰50周年記念コンピALBUM～（2022年9月28日発売 / 「恋するヴェルファーレダンス ～Saturday Night～」「TORA TORA TORA」「GET MY LOVE!」を収録。配信限定アルバム）

### MAX写真集
- collection（1997年3月10日、ワニブックス、撮影：伊波正文）ISBN 978-4-8470-2457-3
- Luxury（1999年5月15日、ワニブックス、撮影：大森直）ISBN 978-4-8470-2529-7

### メンバー写真集
- Reina Strawberry（2002年2月27日、竹書房、撮影：大森直）ISBN 978-4-8124-0871-1
- NANA 24-7（2002年3月28日、竹書房、撮影：ZIGEN）ISBN 978-4-8124-0878-0
- Lina Rhythm（2002年4月27日、竹書房、撮影：TOMOYO）ISBN 978-4-8124-0901-5

### 楽譜
- ピアノ弾き語り「MAX / MAXIMUM」（1997年1月30日）
- Piano & Vocal Series「MAX / HIT SELECTION」（1998年2月20日）
- ピアノ弾き語り「MAX / MAXIMUM COLLECTION」（1999年10月30日）

### その他
- JUST FOR YOU（2003年7月から8月の間に行われたファンクラブJ-MAXのイベント、MAX FAN CLUB EVENT 2003 "PARTY'S ON"で配布された非売品CD。なお、このイベントで同曲が披露された。REINAによる作詞作曲。）

## 受賞歴
| 年     | 賞（作品）                                                                                 |
| ------ | ------------------------------------------------------------------------------------------ |
| 1996年 | 第1回アイドルミュージックアワード 最優秀グループアイドル賞                                 |
| 1997年 | 第39回日本レコード大賞 優秀作品賞 - 「Give me a Shake」                                    |
| 1998年 | 第12回日本ゴールドディスク大賞 ポップ・アルバム・オブ・ザ・イヤー - 『MAXIMUM II』         |
| 1998年 | 第31回全日本有線放送大賞 有線音楽賞 - 「Grace of my heart」                                |
| 1998年 | 第40回日本レコード大賞 優秀作品賞 - 「Ride on time」                                       |
| 1999年 | 第13回日本ゴールドディスク大賞 ポップ・アルバム・オブ・ザ・イヤー - 『MAXIMUM GROOVE』     |
| 2000年 | 第14回日本ゴールドディスク大賞 ポップ・アルバム・オブ・ザ・イヤー - 『MAXIMUM COLLECTION』 |
| 2013年 | Tokyo SuperStar Awards 2013 カルチャー賞 - 「Tacata'」                                     |

## タイアップ一覧
| 起用年 | 曲名                                          | タイアップ先 |
| ------ | --------------------------------------------- | --- |
| 1995年 | 恋するヴェルファーレダンス 〜Saturday Night〜 | テレビ東京系『クイズ赤恥青恥』エンディングテーマ                                                                           |
| 1995年 | Kiss me Kiss me, Baby                         | なんばCITY「シティビッグバーゲン」テーマソング テレビ朝日系『ぱふぉぱふぉ』エンディングテーマ                              |
| 1996年 | TORA TORA TORA                                | 映画『麗霆゛子 レディース!!MAX』主題歌 テレビ朝日系『ぱふぉぱふぉ』オープニングテーマ                                      |
| 1996年 | Seventies                                     | ミスタードーナツ「MAXBAGプレゼントキャンペーン」CMソング                                                                   |
| 1996年 | GET MY LOVE!                                  | カシオ光シールワープロ「プリンシェ」CMソング 「'96インターTEC」イメージソング                                              |
| 1997年 | Give me a Shake                               | 映画『Give me a Shake レディースMAX』主題歌 たらみ「スウィーティースウィーティー」CMソング                                 |
| 1997年 | KISS TO KISS                                  | フェミニン「フレッシュライト」CMソング                                                                                     |
| 1997年 | Love is Dreaming                              | ファミリーマート「'97 夏キャンペーン」CMソング                                                                             |
| 1997年 | Wonderland                                    | SUZUTAN「決算バーゲン」CMソング                                                                                            |
| 1997年 | Shinin' on - Shinin' love                     | 日本テレビ系「バレーボール・ワールドグランドチャンピオンズカップ'97」イメージソング                                        |
| 1998年 | 閃光 -ひかり- のVEIL                          | KOSE「VISEE」CMソング |
| 1998年 | SO REAL                                       | ダイドー「mistio」プレゼント篇CMソング                                                                                     |
| 1998年 | DON'T YOU LOVE ME                             | テレビ朝日系ドラマ『スウィートデビル』オープニングテーマ                                                                   |
| 1998年 | Ride on time                                  | テレビ朝日系ドラマ『スウィートデビル』エンディングテーマ                                                                   |
| 1998年 | Grace of my heart                             | ブルボン「コミュニケースガム」CMソング                                                                                     |
| 1998年 | GETTING OVER                                  | ダイドー「mistio」CMソング                                                                                                 |
| 1999年 | Love impact                                   | ニベア花王「8×4」CMソング                                                                                                  |
| 1999年 | HOW MUCH I LOVE YOU                           | ブルボン「コミュニケースガム」CMソング                                                                                     |
| 1999年 | あの夏へと                                    | 日本テレビ系『GIRLS²』エンディングテーマ 毎日放送系・TBS系『チャンスの殿堂！』エンディングテーマ ニベア花王「8×4」CMソング |
| 1999年 | 夏よ咲いて                                    | 日本テレビ系『GIRLS²』エンディングテーマ                                                                                   |
| 1999年 | 銀河の誓い                                    | 日本テレビ系『GIRLS²』エンディングテーマ ブルボン「コミュニケースガム」CMソング                                            |
| 1999年 | 一緒に・・・                                  | 日本テレビ系『GiRLS²』エンディングテーマ 毎日放送系・TBS系『BIG WEDNESDAY』エンディングテーマ Nikon「COOLPIX」CMソング     |
| 2000年 | Never gonna stop it                           | 日本テレビ系『GIRLS²』エンディングテーマ ブルボン「くだものいっぱいゼリー」CMソング                                        |
| 2000年 | Get ready?                                    | Nikon「Nuvis S2000」CMソング                                                                                               |
| 2000年 | MAGIC                                         | Nikon「COOLPIX」CMソング                                                                                                   |
| 2000年 | UNFORGETTABLE                                 | 文部省「平成12年度"薬物乱用防止キャンペーン"」CMソング                                                                     |
| 2000年 | always love                                   | 日本テレビ系『SPORTS MAX』エンディングテーマ                                                                               |
| 2001年 | Perfect Love                                  | 日本テレビ系『SPORTS MAX』エンディングテーマ 中古車情報誌「カッチャオ」首都圏版イメージソング                              |
| 2001年 | moonlight                                     | テレビ東京系『スキヤキ!!ロンドンブーツ大作戦』オープニングテーマ                                                           |
| 2001年 | Paradise Lost                                 | テレビ東京系『くるくるアミー』オープニングテーマ                                                                           |
| 2001年 | Feel so right                                 | テレビ東京系『キャプテン翼』エンディングテーマ                                                                             |
| 2002年 | eternal white                                 | TBS系『日立 世界・ふしぎ発見!』エンディングテーマ                                                                          |
| 2003年 | Festa                                         | エバラ食品「ごま搾り 香りのドレッシング」CMソング                                                                          |
| 2004年 | Be With You                                   | ファミリーマート「DREAM MATCH大会」イメージソング                                                                          |
| 2005年 | ニライカナイ                                  | オリオンビール「サザンスター」CMソング                                                                                     |
| 2005年 | Wonder Woman                                  | テレビ東京系ドラマ『スターライト』主題歌                                                                                   |
| 2006年 | MELTY LOVE                                    | 日本テレビ系『ラジかる!!』エンディングテーマ                                                                               |
| 2006年 | Prism of Eyes                                 | テレビ東京系特撮テレビ『魔弾戦記リュウケンドー』エンディングテーマ                                                         |
| 2009年 | ラフカット ダイアモンド                       | テレビ東京系ドラマ『かりゆし先生ちばる!』主題歌                                                                            |
| 2012年 | Sun Sun                                       | サッポロビール「麦&レモン」CMソング                                                                                        |
| 2012年 | Check Me!                                     | NHK BSプレミアム『晴れ、ときどきファーム!』エンディングテーマ                                                              |
| 2013年 | Check Me!                                     | NHK BSプレミアム『晴れ、ときどきファーム!』エンディングテーマ                                                              |
| 2015年 | Heartbreaker                                  | Dlife『デビアスなメイドたち』エンディングテーマ                                                                            |
| 2015年 | #SELFIE 〜ONNA Now〜                          | フジテレビ系『ウチくる!?』エンディングテーマ                                                                               |
| 2019年 | パルテノン                                    | フジテレビ系『なりゆき街道旅』エンディングテーマ                                                                           |
| 2025年 | Ride on time                                  | トヨタ自動車「ルーミー」CMソング                                                                                           |

## 出演
グループでの出演のみ。個人出演の番組については各メンバーの項目を参照。

### テレビ

#### バラエティ・音楽番組
グループでのレギュラー出演など、主な活動のみ。
- THE夜もヒッパレ（1995年 - 1999年、日本テレビ） - レギュラー
- 第5回家族で選ぶにっぽんの歌（1998年、NHK総合）- 司会進行も務めた
- クイズ!歌うぞ音楽王（1996年、フジテレビ） - 準レギュラー
- アムロ今田きっとNo.1（1996年 - 1997年、日本テレビ） - レギュラー
- daiba:ba（1997年、フジテレビ） - メイン司会
- GiRLS2（1999年 - 2000年、日本テレビ） - レギュラー
- 晴れ、ときどきファーム!（2012年 - 2013年、NHK BSプレミアム） - レギュラー
- 第5回ももいろ歌合戦 〜届け！希望の彼方へ〜（2021年、BS日テレ・ニッポン放送・ABEMAほか）
- NHKのど自慢（2024年4月21日、NHK総合・ラジオ第1・FM）

#### NHK紅白歌合戦出場歴
| 年/放送回                 | 回 | 曲目                |
| ------------------------- | -- | ------------------- |
| 1997年（平成9年）/第48回  | 初 | 「Give me a Shake」 |
| 1998年（平成10年）/第49回 | 2  | 「Ride on time」    |
| 1999年（平成11年）/第50回 | 3  | 「一緒に・・・」    |
| 2000年（平成12年）/第51回 | 4  | 「バラ色の日々」    |
| 2001年（平成13年）/第52回 | 5  | 「Feel so right」   |

#### ドラマ
- 湘南リバプール学院（1995年、フジテレビ系）
- スウィートデビル（1998年、テレビ朝日）
- ちゅらさん4（2007年、NHK総合）

### 映画
- 麗霆゛子 レディース!!MAX（1996年） ※主演
- Give me a Shake レディースMAX（1997年） ※主演
- Star Light（2001年）

### ラジオ番組
- HYPER DANCE CHART（1996年 - 1997年、文化放送）
- MEGA MAX（1997年 - 2001年、文化放送）
- MAX・ONNA Now（2015年 - 2016年、文化放送）※Reinaは不出演。
- MAX・邦丸 Ride on Boat（2016年 - 2020年、文化放送）※Reinaは2018年12月16日・23日放送分にてNana（ドラマ収録のため欠席）の代役として出演。
- MAX & たかし トレンドバンパイヤー👂（2022年 - 、渋谷クロスFM） ※毎月第2・第4水曜日に放送[26]。MAXはメンバーの内、毎回2名がローテーションで出演。また、渋谷クロスFMのYouTubeチャンネル「shibuyacrossFM WEDNESDAY」で、スタジオ内の映像付き番組アーカイブを公開している。

### CM
- ミスタードーナツ （1996年）
- 鈴丹（1996年）
- カシオ計算機 - 「プリンシェ」（1996年）
- たらみ - ゼリー「スイーティースイーティー」（1997年）
- 山発産業（現 ヘンケルジャパン） - 「フレッシュライト」（1997年）
- コーセー - 「ヴィセ」（1998年）
- ダイドードリンコ - 「ミスティオ」（1998年）
- ブルボン
  - 「アイスミント」ガムを含む「コミュニケース」シリーズ （1998年 - 1999年）
  - 「くだものいっぱいゼリー」（2000年）
- ニコン
  - 「プロネアS」（1998年）
  - 「ニュービスS」（1998年 - 1999年）
  - 「クールピクス」（2000年）
- ニベア花王 - 「8×4」（1999年）
- エステDEミロード（1999年）
- 中古車情報誌 - 「カッチャオ」（2001年）
- エバラ食品 - 「ごま搾り 〜香りのドレッシング〜」（2003年）
- オリオンビール - 新ジャンルアルコール飲料「サザンスター」（2005年）
- サッポロビール - 「麦 & レモン」（2012年）
- ジュエリー買取専門店 - 「ジュエルカフェ」（2013年）
- カップヌードル - 「世界のカップヌードル シンガポール風ラクサ」（2023年）[27]
- UQコミュニケーションズ株式会社 - 「UQ WiMAX」（2025年）[28]
- トヨタ自動車「ルーミー」（2025年5月 - ）

### インターネット配信
- MAXtream 〜マクスト〜（2010年 - 2015年、Ustream）※不定期放送
- ウキウキMAX ライン（2016年 - 2019年、LINE）※不定期放送